# ギャランティード・レート・フィールド
レート・フィールド（Rate Field）は、アメリカのイリノイ州シカゴにある野球場。MLBのシカゴ・ホワイトソックスのホーム球場である。
コミスキー・パークの老朽化に伴い、1989年に起工し、1991年に開場した。旧球場の隣に建設された。開場当初は旧球場と同じく「コミスキー・パーク」と名乗っていたが、2003年にUSセルラー社がネーミングライツを20年6800万ドルで買い取り、「USセルラー・フィールド」という名称になった。2016年10月31日にギャランティード・レートが命名権を取得し、ギャランティード・レート・フィールドに名称を変更した。
2024年12月17日、ギャランティード・レートのブランド名変更に伴い、レート・フィールドに名称を変更した。
1973年開場のカウフマン・スタジアム以来18年ぶりとなる野球専用球場の新設で注目を集めたが、当球場と同年に起工し、翌1992年に開場したオリオール・パーク・アット・カムデン・ヤーズによって新古典主義ブームが起こると、わずか1年で時代遅れの烙印を押されてしまった。

## フィールドの特徴
- 左右対称に近いフィールド形状となっており、左中間と右中間の膨らみが少ない。さらにフェンスも2.4mと低いため、本塁打が出やすい。
- 内野の土やホームプレートは旧球場のものを使っている。

## 設備、アトラクション、演出
- 爆音スコアボード：ホワイトソックスの選手がホームランを打つと、スコアボードの上に設置された7つの風車が大きな音を立てて回り出し、花火が打ち上げられる。旧球場からの名物を引き継いだ。
- 相手チームの投手が降板するとき、地元シカゴ出身のロックバンド・スティームの『Na Na Hey Hey Kiss Him Goodbye』のサビがオルガンで流れ、ファンが大合唱する。また、試合終了後には『Sweet Home Chicago』が流れる。
- ギャランティード・レート・フィールドをホームグラウンドとするホワイトソックスが3塁側を使用し、1塁側をアウェーチームが使用する。

## 球団と地元との交渉
この球場を建てるにあたって、ホワイトソックスと地元イリノイ州およびシカゴ市は協議を重ねた。このときのホワイトソックスは、自らに有利な条件を地元から引き出した「巧い交渉」の例としてよく挙げられる。
ホワイトソックスは他都市への移転を何度もちらつかせておいて地元との交渉に臨んだ。このときホワイトソックスの受け入れに熱心だったのはフロリダ州のタンパ湾(en:Tampa Bay)沿岸地域で、「資金面での優遇」「ドーム球場建設」という条件を提示した。
イリノイ州とシカゴ市はこれよりも好条件を提示してホワイトソックスを引き留めなければならなくなった。カブスがまだ残っているとはいえ、「メジャーリーグの球団に逃げられた」というイメージがつくのは都市にとって大きなマイナスだからである。結局、2パーセントのホテル税と公債発行で調達した1億6700万ドルを地元が支出し、「天然芝」「屋根なし」「野球専用」というホワイトソックスの望み通りの新球場を建設した。更にホワイトソックスが赤字になった場合、州と市が補填することも決められた。
野球場のデザイン案として、当初地元の建築家フィリップ・ベスにより「アーマー・フィールド」というレトロデザインの球場が提唱されたが、カウフマン・スタジアムのような当時最先端とされたデザインを望んだ球団により却下され、最終的にこのようなデザインに落ち着くこととなったが、皮肉にもオープン翌年に開場したカムデンヤーズ(先述)により、野球場のあり方として「古き良きデザインを取り入れた、親しみやすく、観戦者以外も楽しめるボールパーク」が追求されるようになったため、開場からわずか1年で「時代遅れの球場」の烙印を押されることとなってしまった。
余談として、1993年にマーリンズが創設されるまで、フロリダ州はこうした交渉の際に頻繁に名前が出ていた。球団オーナーは、フロリダ州への移転をほのめかすことで地元から有利な条件を引き出そうとしていたのである。ホワイトソックスもフロリダ州へ移転する気は最初からなかったといわれている。

## 主要な出来事
- 1991年4月18日、タイガース戦で開場。
- 2003年7月15日、オールスターゲーム開催（ア 7 - 6 ナ）。
- 2007年9月16日、ジム・トーミが500本塁打を達成。
- 2009年7月23日、マーク・バーリーが完全試合を達成。
- ワールドシリーズ開催：2005年